# 琼斯维尔 (路易斯安那州)
琼斯维尔（英語：Jonesville），是美国路易斯安那州下属的一座城市。根据2010年美国人口普查，该市有人口2,265人。建置上，属于“town”。